# Martha Näbauer
Martha Näbauer (* 27. August 1914 in  München; † 12. Oktober 1997 ebenda) war eine deutsche Mathematikerin. Sie war Professorin für Mathematische Geodäsie an der TU München.
Näbauer war die Tochter des Geodäten Martin Näbauer. Vor ihrer Berufung war sie ab 1939 wissenschaftliche Mitarbeiterin für Darstellende Geometrie an der TU München. 1961 verfasste sie den ersten Band des damaligen Standardwerkes der Geodäsie (mehrbändiges Sammelwerk) „Jordan-Eggert-Kneissl (JEK), Handbuch der Vermessungskunde“. Die Hand- und Lehrbuchreihe wurde von Max Kneissl ediert.

## Schriften
- Annäherung von Funktionen mit Hilfe Tschebyscheffscher Polynome, München 1955
- Martha Näbauer u. a.: Handbuch der Vermessungskunde, Bd. 1. Mathematische Grundlagen, Ausgleichungsrechnung und Rechenhilfsmittel, 1961
- Berechnung einer Gewichtskoeffizientenmatrix für die Zwecke der europäischen Satellitentriangulation, 1968
- Apollonische Kurven auf der Kugel, Beck, München 1980 ISBN 978-3769624977